# Юрченко, Юрий Иванович
Юрий Иванович Юрченко (род. 15 августа 1955 г.) — советский и российский военно-морской офицер-подводник. Командир атомного подводного крейсера стратегического назначения К-18 «Карелия» Краснознамённого Северного флота, Герой Российской Федерации (4.01.1995). Капитан 1-го ранга (12.04.1994).

## Биография
Родился 15 августа 1955 года в городе Ломоносов Ленинградской области (ныне Петродворцового района Санкт-Петербурга). Сын офицера ВМФ СССР. Русский.
В Военно-Морском Флоте с сентября 1972 года. С 1976 года — член КПСС. В 1977 году окончил Высшее военно-морское училище подводного плавания имени Ленинского комсомола (ныне Санкт-Петербургский военно-морской институт). Направлен на Северный флот на должность командира группы управления БЧ-2 атомной подводной лодки К-241, в ноябре 1977 переведён на ту же должность на АПЛ К-228. С декабря 1981 года — командир БЧ-2 К-418, с августа 1983 года — помощник командира К-214.
В 1987 году окончил Высшие специальные офицерские классы ВМФ и продолжил службу в должности старшего помощника командира на атомных подводных лодках К-418 (с июля 1987) и на К-444 (с ноября 1987). С мая 1988 года — помощник командира ракетного подводного крейсера стратегического назначения К-407 (с 14 июня 1999 года — «Новомосковск»). В августе 1991 года принимал участие в учениях «Бегемот-2», в рамках которых впервые в мире была выполнена стрельба из подводного положения полным боекомплектом из 16 баллистических ракет. Награждён орденом Красной Звезды.
В октябре 1993 года капитан 2-го ранга Ю. И. Юрченко назначен командиром атомного подводного крейсера стратегического назначения К-117 (с 29 января 1998 года — «Брянск»). Участвовал в 14-ти дальних походах.
С 15 июля по 12 августа 1994 года подводные лодки К-18 (с 18 сентября 1998 года — «Карелия») и торпедная атомная подводная лодка «Даниил Московский» (командир — капитан 1-го ранга С. В. Кузьмин) совершили арктический групповой поход. На К-18 в поход вышел экипаж подводной лодки К-117 под командованием капитана 1-го ранга Ю. И. Юрченко, руководил походом контр-адмирал А. А. Берзин. В этом походе 29 июля К-18 на глубине 94 м прошла географическую точку Северного полюса, и после всплытия, впервые в истории российского флота на Северном полюсе были водружены Андреевский и Государственный флаги России.
Указом Президента Российской Федерации от 4 января 1995 года «за мужество и героизм, проявленные при исполнении воинского долга в условиях, сопряженных с риском для жизни», капитану 1-го ранга Юрию Ивановичу Юрченко присвоено звание Героя Российской Федерации с вручением знака особого отличия — медали «Золотая Звезда».
Командовал кораблём по август 1995 года, когда направлен учиться в академию. В 1998 году с отличием окончил Военно-морскую академию имени Н. Г. Кузнецова. В ноябре 1998 года был назначен начальником радиотехнического факультета Военно-морского института радиоэлектроники им. А. С. Попова. С июля 1999 года продолжил военную службу в специальной воинской части ВМФ РФ.
С января 2003 года — в запасе. Живёт в Санкт-Петербурге.

## Награды и звания
- Герой Российской Федерации (4 января 1995[5])
- орден Красной Звезды (1991)
- медали